# 12-cm-Kanone M. 80
Die 12-cm-Kanone M.80 (Abkürzung für: 12 cm Kanone Muster 1880) war ein Geschütz der mittleren Artillerie der Österreichisch-Ungarischen Artillerie im Ersten Weltkrieg.

## Geschichte
Die M.80 Reihe löste die alte M.61 Reihe ab. Auf Basis eines Entwurfs entwarf man drei bis auf das Kaliber fast gleiche Geschütze, die für verschiedene Aufgabenbereiche vorgesehen waren. Die weiteren Typen der Reihe sind die 18-cm-Belagerungskanone M. 80 und die 15-cm-Kanone M. 80. Alle Typen verwendeten die gleiche Lafette. Zu Beginn des Krieges war die 12-cm-Kanone M.80 technisch veraltet. So fehlte es dem Geschütz an einem hydropneumatischen Verschluss. Auch hatte das Geschütz einen Lauf aus Stahlbronze, was den Entwicklungen von Franz von Uchatius entsprach. Zum Zeitpunkt des Beginns des Krieges galten Rohre aus Stahlbronze als technisch unterlagen.

## Einsatz
Ursprünglich war das 12-cm-Kanone M.80 als mobile Festungsartillerie konzipiert. Da aufgrund des technischen Fortschritts das Geschütz nicht mehr stark genug war, um moderne Festungen zu attackieren, wurde es auch im Felde eingesetzt. So führte der Mangel an Geschützen mit höheren Reichweiten dazu, das Geschütz in den ersten beiden Kriegsjahren 1914 und 1915 für größere Distanzen einzusetzen. Insbesondere die Gebirgshaubitzen, wie etwa die 10-cm-Gebirgshaubitze M. 99 und die 10-cm-Gebirgshaubitze M. 08 zeigten sich im Serbienfeldzug 1914 als unzureichend. Aus diesem Grund forderte Oskar Potiorek Geschütze der Reihe 12-cm-Kanone M. 80 an. Die Unterlegenheit der eigenen Geschütze war für die militärische Führung ein Schock, so dass in der Folge eiligst neue Geschütztypen konstruiert wurden. Dennoch wurde für die Fahrbarmachung des Geschützes eine schwere Lafette entworfen, von der aus auch gefeuert werden konnte.

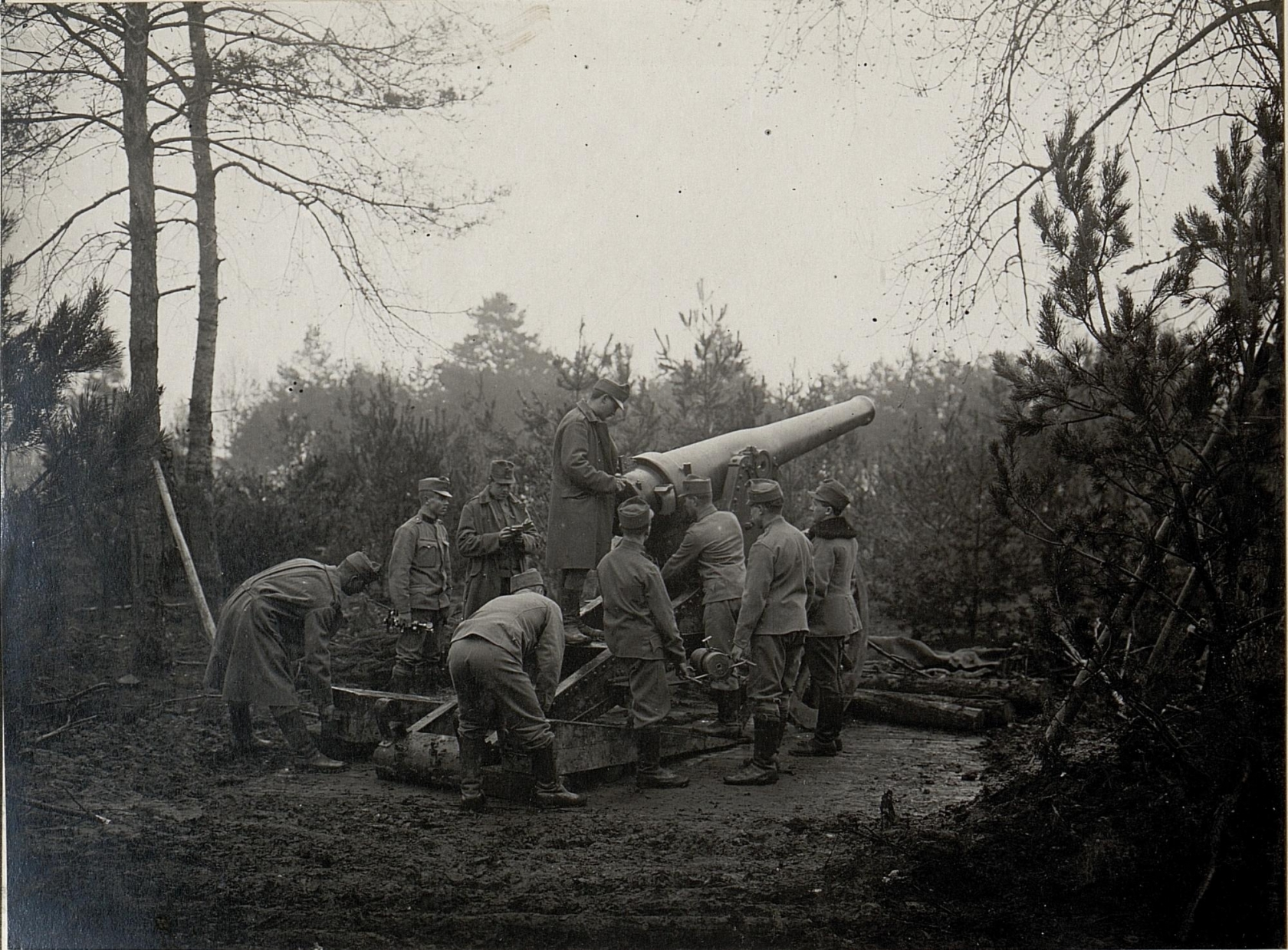
12 cm Kanone M. 80
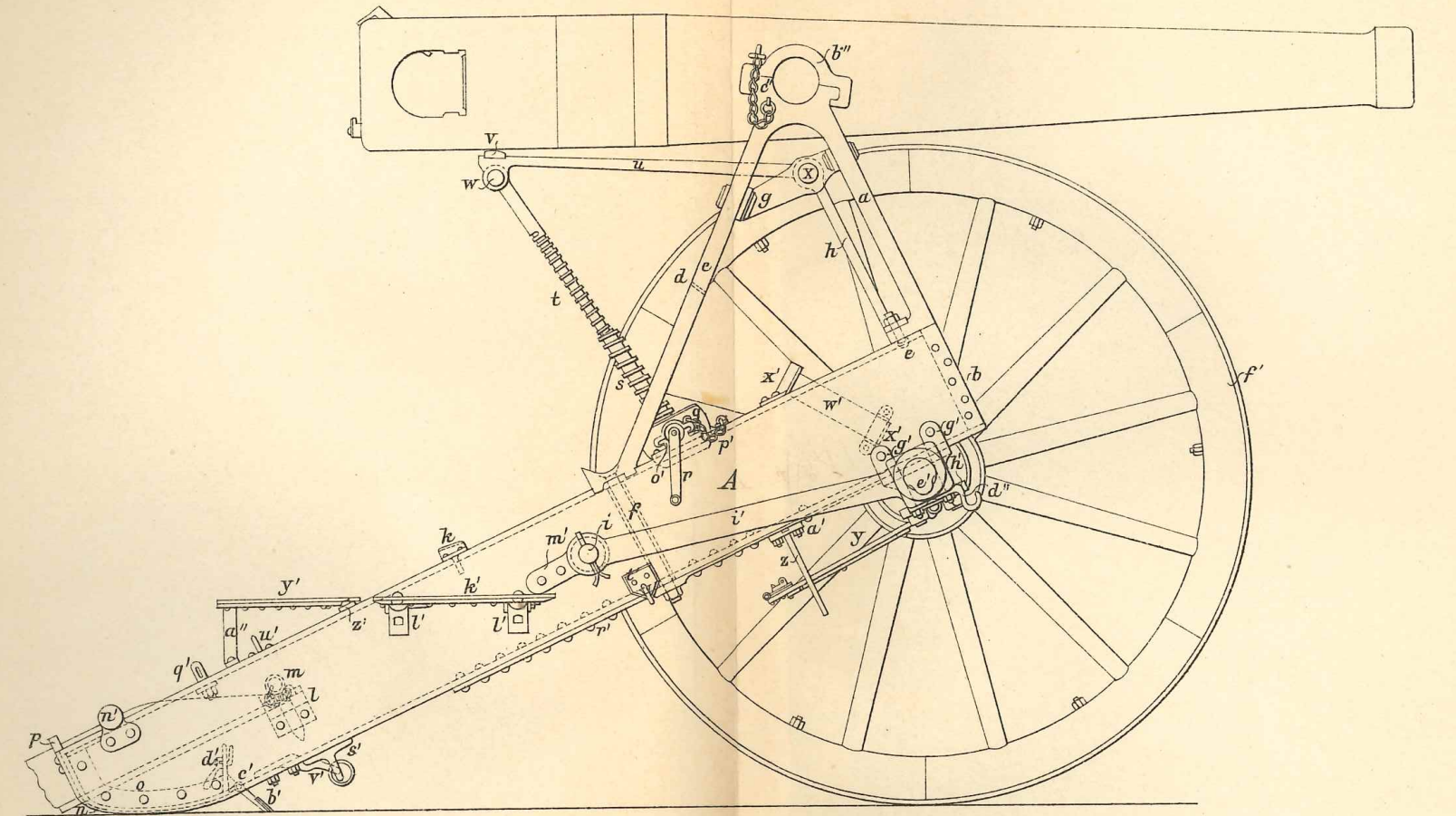
Zeichnung der schweren 12 cm Lafette